# Ecliptopera fortis
Ecliptopera fortis là một loài bướm đêm trong họ Geometridae.